# Cybianthus cuneifolius
Cybianthus cuneifolius là một loài thực vật có hoa trong họ Anh thảo. Loài này được Mart. mô tả khoa học đầu tiên năm 1831.